# 布勒內什蒂鄉 (戈爾日縣)
44°40′N 23°29′E / 44.667°N 23.483°E
布勒內什蒂鄉（羅馬尼亞語：Comuna Brănești, Gorj），是羅馬尼亞的鄉份，位於該國西南部，由戈爾日縣負責管轄，面積46平方公里，海拔高度227米，2007年人口2,447，人口密度每平方公里54人。